# Caladenia echidnachila
Caladenia echidnachila är en orkidéart som beskrevs av William Henry Nicholls. Caladenia echidnachila ingår i släktet Caladenia och familjen orkidéer.
Artens utbredningsområde är Tasmanien. Inga underarter finns listade i Catalogue of Life.